# Selaginella kanehirae
Selaginella kanehirae är en mosslummerväxtart som beskrevs av Arthur Hugh Garfit Alston. Selaginella kanehirae ingår i släktet mosslumrar, och familjen mosslummerväxter. Inga underarter finns listade i Catalogue of Life.